# Dirphya togoensis
Dirphya togoensis är en skalbaggsart som först beskrevs av Stefan von Breuning 1961.  Dirphya togoensis ingår i släktet Dirphya och familjen långhorningar.
Artens utbredningsområde är Togo. Inga underarter finns listade i Catalogue of Life.